# Khaled Sharrouf
 (novembre 2014).
Khaled Sharrouf est un djihadiste australien parti combattre en Syrie aux côtés de l’État islamique en Irak et au Levant (EIIL). Sur la scène internationale il est surtout connu pour avoir publié la photo de son fils de 7 ans brandissant la tête d'un soldat syrien décapité avec le commentaire suivant sur Twitter : « Ça, c'est bien mon fils. »,.

## Biographie
Khaled Sharrouf naît en Australie et est d'origine libanaise. Il est père de quatre enfants dont le plus jeune était un nouveau-né au moment de son arrestation en 2005. Il a alors 24 ans.
Le 8 novembre 2005, la maison de Sharrouf est soumise à perquisition par la police fédérale australienne (AFP) et le service de renseignements intérieur australien (l'ASIO) à 3h du matin.
Il fait partie d'un groupe de huit hommes arrêtés à Sydney et dix à Melbourne accusés d'avoir fomenté un attentat terroriste sur le sol australien, (appelé le Pendennis terrorism plot). Il est arrêté et inculpé, pour la planification et le complot à commettre un acte terroriste.
Il purge une peine de quatre ans de prison,.  En 2005 l'un de ses psychiatres conclut : « qu'il avait souffert de dépression, de schizophrénie aiguë, de paranoïa et d'hallucinations pendant des années »,. Plus tard, dans un communiqué, Sharrouf affirme qu'il feignait la maladie mentale afin de tromper les autorités. Après sa libération en 2009, il reprend et s'associe de nouveau avec des fanatiques religieux ce qui le conduit à sa radicalisation.
Le 6 décembre 2013, il quitte Sydney en utilisant le passeport de son frère pour la Syrie, (son passeport aurait été annulé,, et son nom mis sur les listes de surveillance des aéroports). Sa femme suivra peu après avec leurs enfants, en volant d'abord vers la Malaisie avec des billets aller-retour, afin d'éviter les soupçons, puis le rejoint en Syrie.
Selon le journal australien The Australian, son épouse Tara Nettleton est morte à Raqqa en 2015 à la suite d'une infection et lui-même est incarcéré par l'État islamique.